# Sibawayh
Abū Bishr ʿAmr ibn ʿUthmān ibn Qanbar Al-Baṣrī, kallad Sībawayh, född i Persien omkring 760, död omkring 796 i närheten av Shiraz, var en persisk grammatiker.
Sibawayh studerade i Basra och begav sig sedan till de abbasidiska kalifernas hov i Bagdad, som han dock snart måste lämna till följd av en strid med den kufiske grammatikern Kisai. Sibawayhs omfångsrika arbete el-Kitub ("Boken") är den första systematiska framställningen av de basriska grammatikernas teorier om arabiska språkets grammatik och har alltid åtnjutit mycket stort anseende i Orienten, även om framställningen ofta är ganska dunkel och svårfattlig. Dels erbjöd nämligen ämnet i sig självt åtskilliga svårigheter, dels använde Sibawayh ett språk, arabiskan, som inte var hans modersmål. Hans efterföljare har utvecklat hans system till större klarhet, men i sak har de inte haft mycket att tillägga.